# فلورينا باشكالاو
فلورينا باشكالاو (بالرومانية: Florina Pașcalău)‏ مواليد 19 يناير 1982 في كلوج نابوكا، هي لاعبة كرة سلة رومانية. بدأت مسيرتها الاحترافية في سنة 1996. تلعب في الدوري الروماني لكرة السلة للسيدات كلاعب وسط. يبلغ طولها 6 قدم 4 بوصة (1.9 م).

## المسيرة الاحترافية
لعبت مع نادي ليبرتاس تروجيلوس لكرة السلة من سنة 2002 إلى 2011، ثم لعبت مع سياتل ستورم في سنة 2008، ثم لعبت مع نادي تارانتو كراس لكرة السلة في موسم 2011–2012.

## روابط خارجية
- فلورينا باشكالاو على موقع الاتحاد الدولي لكرة السلة (الإنجليزية)
- فلورينا باشكالاو على موقع الاتحاد الوطني لكرة السلة النسائية (الإنجليزية)
- فلورينا باشكالاو على موقع كرة السلة الأوروبية.كوم (الإنجليزية)
- فلورينا باشكالاو على موقع بروبوليرز (الإنجليزية)
- فلورينا باشكالاو على موقع سبورتس رفرنس (الإنجليزية)